# Xã Dorr, Michigan
Xã Dorr (tiếng Anh: Dorr Township) là một xã thuộc quận Allegan, tiểu bang Michigan, Hoa Kỳ. Năm 2010, dân số của xã này là 7.439 người.